# Elevate
Elevate es el segundo álbum de estudio de la boyband estadounidense Big Time Rush. Fue lanzado el 21 de noviembre de 2011, por Columbia Records en asociación con Nickelodeon. La banda trabajó con compositores y productores consumados para el álbum. Entre ellos se encuentran los que colaboraron con el material de su disco debut, como Emanuel Kiriakou, Lindy Robbins, Nicholas Furlong, Damon Sharpe, Eric Sanicola y Lucas Secon, junto con otros notables compositores y productores, como JR Rotem, Christopher Stewart, The-Dream, Jay Sean y Ryan Tedder. El proceso de producción del álbum duró entre nueve meses y un año, la mayor parte del tiempo durante sus giras.

## Antecedentes
Big Time Rush anunció en una entrevista en México el título de su segundo álbum de estudio 'Elevate, ya que querían, como dice el título, elevar su música y popularidad. El 20 de octubre de 2011 fue revelada la portada del álbum. A partir del 21 de octubre de 2011 comenzó la preventa del álbum en Alemania a través de la tienda de Amazon. El álbum actúa como la banda sonora de la serie de televisión de Nickelodeon Big Time Rush, que incluye canciones que aparecieron en la segunda temporada de la serie y en la película para televisión, Big Time Movie. Tras el éxito de su primer lanzamiento, la banda se inspiró para implicarse más en el proceso de composición de este álbum, escribiendo juntos o por separado un total de ocho canciones. Elevate es principalmente un álbum de pop inspirado en el dance-rock, que también muestra soul-pop y rock alternativo. El primer sencillo de Elevate, "Music Sounds Better with U", se publicó el 1 de noviembre de 2011.

## Promoción
TeenNick organizó una fiesta en apoyo del nuevo álbum de la banda, estrenando todas las canciones del álbum junto con episodios que contienen canciones del álbum y reproduciendo el vídeo musical del primer sencillo, "Music Sounds Better". Nickelodeon emitió un especial de televisión de treinta minutos llamado Big Time Rush: Music Sounds Better With U en el que se recopilan escenas de la gira del grupo y de las sesiones de grabación en estudio para su emisión. Las escenas incluyen información sobre la grabación y producción del álbum.

## Sencillos
El primer sencillo del álbum Music Sounds Better en colaboración del rapero y cantante Mann, fue lanzado como descarga digital el 1 de noviembre de 2011 junto con la preventa del álbum. 
Music Sounds Better se escuchó por primera vez el 21 de octubre de 2011 a través del programa On Air With Ryan Seacrest. La canción es una versión muy distinta a la canción "Music Sounds Better with You" de Stardust lanzada en 1998. El vídeo musical se estrenó el 12 de noviembre de 2011 durante su nuevo especial, Big Time Rush: Music Sounds Better With U. El segundo y último sencillo fue "Windows Down", publicado el 25 de junio de 2012, de la versión de relanzamiento de 2012 del álbum.

### Sencillos  promocionales
"If I Ruled the World", con Iyaz, fue lanzado el 22 de julio de 2011. El vídeo musical se estrenó el 23 de julio de 2011 y muestra a los chicos viajando y actuando para sus aficionados. Fue predicho como un Future Hit por This Must Be Pop Awards."Elevate" fue lanzado el 1 de junio de 2012, como segundo sencillo promocional en Apple Music en el Reino Unido, conteniendo "Blow Your Speakers" como cara B.

### Better With U Tour
A principios del otoño de 2011 se anunció una gira para el álbum, llamada Better with U Tour, tomada del primer sencillo del álbum. La gira comenzó el 17 de febrero de 2012 en Las Vegas, Nevada y terminó en el Radio City Music Hall de Nueva York el 9 de marzo de 2012. JoJo y One Direction fueron los teloneros de la gira. Durante su visita al Reino Unido en 2012, la banda reveló 4 portadas alternativas para el álbum exclusivas para el país, cada una con fotos individuales de cada uno de los miembros y un autógrafo. Estas ediciones especiales salieron a la venta al mismo tiempo que la edición normal en Reino Unido (6 de febrero) y comparten la misma lista de canciones. Estas portadas especiales se presentan en slipcase.

## Recepción crítica
El álbum recibió críticas entre positivas y mixtas por parte de los críticos musicales y los aficionados, que elogiaron sobre todo la producción y el sonido más maduro. Matt Collar, de AllMusic, afirmó que "el álbum recuerda a una mezcla del soul-pop funky de Maroon 5 y el alt-rock anhelante de OneRepublic. Se trata de música pop elegante y bien producida que, aunque está dirigida a los fans adolescentes del programa de televisión Nickelodeon de la banda, tiene la suficiente inteligencia musical y pasión romántica para atraer incluso a los fans más maduros de la música pop radiofónica". Elogió canciones como "Music Sounds Better With U", "No Idea" y "Time of Our Life", calificándolas de "canciones de fiesta alegres y de mentalidad positiva"." Jessica Dawson, de Common Sense Media, dijo: "Las canciones son más nítidas y contemporáneas, lo que les permite mostrar sus armonías de boy-band con ritmos pegadizos pero quizá demasiado sintetizados"."

## Recepción comercial

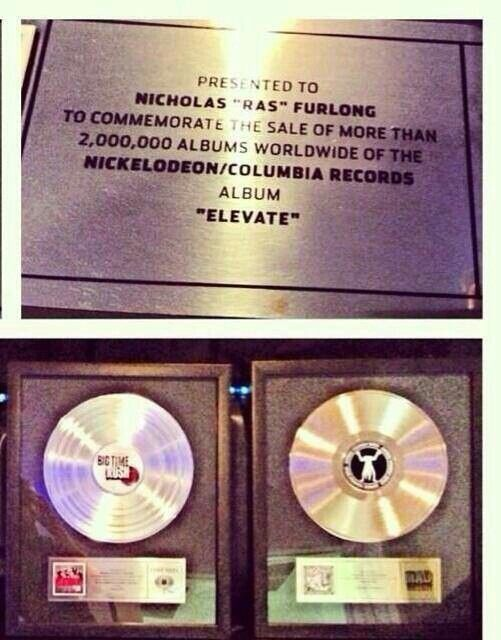
Elevate recibió disco de platino después de que el álbum vendiera más de 2 millones de unidades en todo el mundo

El álbum debutó en el número uno de la lista de álbumes de iTunes, así como en el número doce de la lista Billboard 200 y permaneció 22 semanas en ella. En su primera semana, el álbum vendió 70.000 copias. Desde 2012, el álbum ha vendido 208.000 copias en Estados Unidos. El álbum recibió certificación de disco de Oro de la Recording Industry Association of America (RIAA) por 500.000 unidades vendidas.

## Lista de canciones
| N.º   | Título                            | Escritor(es) | Productor(es)                                                     | Duración |  |
| 1.    | «Music Sounds Better» (con Mann)  | K. Schmidt, L. Henderson, J. Maslow, C. Pena, R. Tedder, B. Kutzle, E. Bellinger, F. Musker, N. Zancanella, A. Quême, B. Diamond y T. Bangalter | Ryan Tedder                                                       | 3:09     |  |
| 2.    | «Show Me»                         | L. Secon, W. Hector y D. McLean | Lucas Secon                                                       | 2:51     |  |
| 3.    | «All Over Again»                  | B. Kennedy, D. Sharpe y R. Scott | Brian Kennedy y Dante Jones                                       | 3:37     |  |
| 4.    | «No Idea» ()                      | Alexander Gaskarth, T. Nash y C. Stewart | Christopher Stewart, Terius Nash y Kuk Harrell                    | 4:59     |  |
| 5.    | «Cover Girl»                      | K. Schmidt, T. Gad y L. Robbins | Toby Gad                                                          | 3:00     |  |
| 6.    | «Love Me Love Me»                 | L. Henderson, K. Schmidt, J. Maslow, C. Pena,, C. Rojas, D. Sharpe, O. Broderson, M. Hansen y K. Larsen                                         | Mich Hansen, Christopher Rojas y Damon Sharpe                     | 3:01     |  |
| 7.    | «If I Ruled the World» (con Iyaz) | E. Kiriakou, E. Bogart y L. Robbins | Emanuel Kiriakou                                                  | 3:00     |  |
| 8.    | «Invisible»                       | C. Pena, C. Greenberg, C. Williams, D. A. Wayne y J. Rotem                                                                                      | Jonathan Rotem                                                    | 3:20     |  |
| 9.    | «Time of Our Life»                | L. Henderson, N. Furlong, J. Suecof y A. Holmes                                                                                                 | Infinity                                                          | 3:27     |  |
| 10.   | «Superstar»                       | K. Schmidt, J. Maslow, C. Pena, L. Henderson, J. Sean, R. Larow, J. Skaller, J. Cotter y K. Rohaim                                              | Jeremy “J-Remy” Skaller, Robert Larow “Bobby Bass” y Damon Sharpe | 3:23     |  |
| 11.   | «You’re Not Alone»                | K. Schmidt, S. Batty, C. Batty y C. Rojas | Chistopher Rojas                                                  | 3:53     |  |
| 12.   | «Elevate»                         | J. Maslow, D. Sharpe, J. P. Severin y E. Sanicola                                                                                               | Damon Sharpe, Johnny Powers Severin y Eric Sanicola               | 3:06     |  |
| 40:46 |                                   | |                                                                   |          |  |

| Canción adicional de iTunes Store |                      |                      |                 |          |  |
| N.º                               | Título               | Escritor(es)         | Productor(es)   | Duración |  |
| 13.                               | «Blow Your Speakers» | M. Palmer y P. Guyon | Fraser T. Smith | 3:12     |  |

| Versión del sitio web oficial de BTR |             |                                   |          |  |
| N.º                                  | Título      | Escritor(es)                      | Duración |  |
| 13.                                  | «Paralyzed» | M. Squire, P. Bouvier y C. Comeau | 3:11     |  |

| Canción adicional de Edición de RU |        |                                               |          |  |
| N.º                                | Título | Escritor(es)                                  | Duración |  |
| 13.                                | «Epic» | M. D. Bonds, J. Jeberg, J. Maslow y R. Stylez | 3:24     |  |

| Canción adicional del relanzamiento de 2012 |                   |                                                                                          |                          |          |  |
| N.º                                         | Título            | Escritor(es)                                                                             | Productor(es)            | Duración |  |
| 13.                                         | «Windows Down» () | L. Henderson, J. Maslow, C. Pena, D. Rowntree, G. Coxon, M. Squire, M. Musto y M. Posner | Bei Maejor y Matt Squire | 3:13     |  |

## Charts

### Weekly charts
| Chart (2011–2012)                      | Posiciones en Listas |
| -------------------------------------- | -------------------- |
| Austria (Ö3 Austria)                   | 32                   |
| Bélgica (Ultratop valona)              | 189                  |
| Alemania (Offizielle Top 100)          | 33                   |
| Irlanda (IRMA)                         | 61                   |
| Italia (FIMI)                          | 29                   |
| México (AMPROFON)                      | 13                   |
| Polonia (ZPAV)                         | 16                   |
| Escocia (Scottish Albums Chart)        | 99                   |
| Suiza (Schweizer Hitparade)            | 76                   |
| Reino Unido (UK Albums Chart)          | 72                   |
| Estados Unidos (Billboard 200)         | 12                   |
| Estados Unidos Kids Albums (Billboard) | 1                    |
| Estados Unidos (Soundtrack Albums)     | 1                    |

### Year-end charts
| Chart (2012)                                   | Posiciones en Listas |
| ---------------------------------------------- | -------------------- |
| Estados Unidos (Billboard 200)                 | 116                  |
| Estados Unidos (Kid Albums) (Billboard)        | 2                    |
| Estados Unidos (Soundtrack Albums) (Billboard) | 4                    |

## Créditos y Personal
Créditos adaptados de Discogs
- A&R – Maria Egan
- Dirección de Arte, Diseño – Maria Paula Marulanda
- Productor ejecutivo – Scott Fellows
- Masterización – Chris Gehringer, Tom Coyne (pistas: 7)
- Fotografía  – Michael Muller (2)
- Voz – Carlos Pena, James Maslow, Kendall Schmidt, Logan Henderson

## Historial de lanzamiento
| Región         | Fecha                   | Formatos             | Discográfica                                                                |
| -------------- | ----------------------- | -------------------- | --------------------------------------------------------------------------- |
| Varios         | 18 de noviembre de 2011 | CD, descarga digital | Sony Music Entertainment, Nick, Columbia                                    |
| Reino Unido    | 6 de febrero de 2012    | CD, descarga digital | Sony Music Entertainment, Nick, RCA                                         |
| Japón          | 6 de enero de 2012      | Descarga digital     | Sony Music Entertainment Japan, Nick                                        |
| Filipinas      | 17 de marzo de 2012     | CD                   | Sony Music Entertainment, Nick, Columbia, Ivory Music & Video (distributor) |
| Estados Unidos | 21 de noviembre de 2011 | CD, descarga digital | Nick, Columbia                                                              |

## Posicionamiento mensual
| País      | Lista                  | Mejor posición |
| --------- | ---------------------- | -------------- |
| Argentina | Argentina Albums Chart | 2              |

## Certificaciones
| País      | Organismo certificador | Certificación | Ventas certificadas | Simbolización |
| --------- | ---------------------- | ------------- | ------------------- | ------------- |
| México    | AMPROFON               |               | 950,000             | ●             |
| Venezuela | APFV                   |               | 10,000              | ▲             |
| Ecuador   | IFPI                   |               | 4,000               | ●             |
| Colombia  | ASINCOL                |               | 5,000               | ●             |